# Badolatosa
Badolatosa ist eine Gemeinde und ein Dorf in der Provinz Sevilla in Spanien mit 3.078 Einwohnern (Stand: 2024). Sie liegt in der Comarca Sierra Sud in Andalusien.

## Geografie
Die Gemeinde befindet sich innerhalb der Sierra Sud. Sie grenzt an die Gemeinden Aguilar de la Frontera, Alameda, Casariche, Lucena und Puente Genil. 

## Geschichte
Der Ursprung der Gemeinde könnte römisch sein. In der Zeit von Al-Andalus war das Gebiet ein Landwirtschaftsgut. Im 16. Jahrhundert entwickelte sich der Ort um die Kirche herum und wurde im 19. Jahrhundert von Estepa unabhängig.

## Wirtschaft
Wirtschaftlich ist die Landwirtschaft von hoher Bedeutung, insbesondere der Anbau von Oliven.

## Sehenswürdigkeiten
- Kirche Nuestra Señora del Socorro
- Wallfahrtskirche Ermita de la Fuensanta